# 昌盛街道
昌盛街道，是中华人民共和国辽宁省大連市庄河市下辖的一个乡镇级行政单位。

## 行政区划
昌盛街道下辖以下地区：
高屯社区、市场社区、张屯社区、观驾山社区和打拉腰社区。